# Encuentro de las Aguas

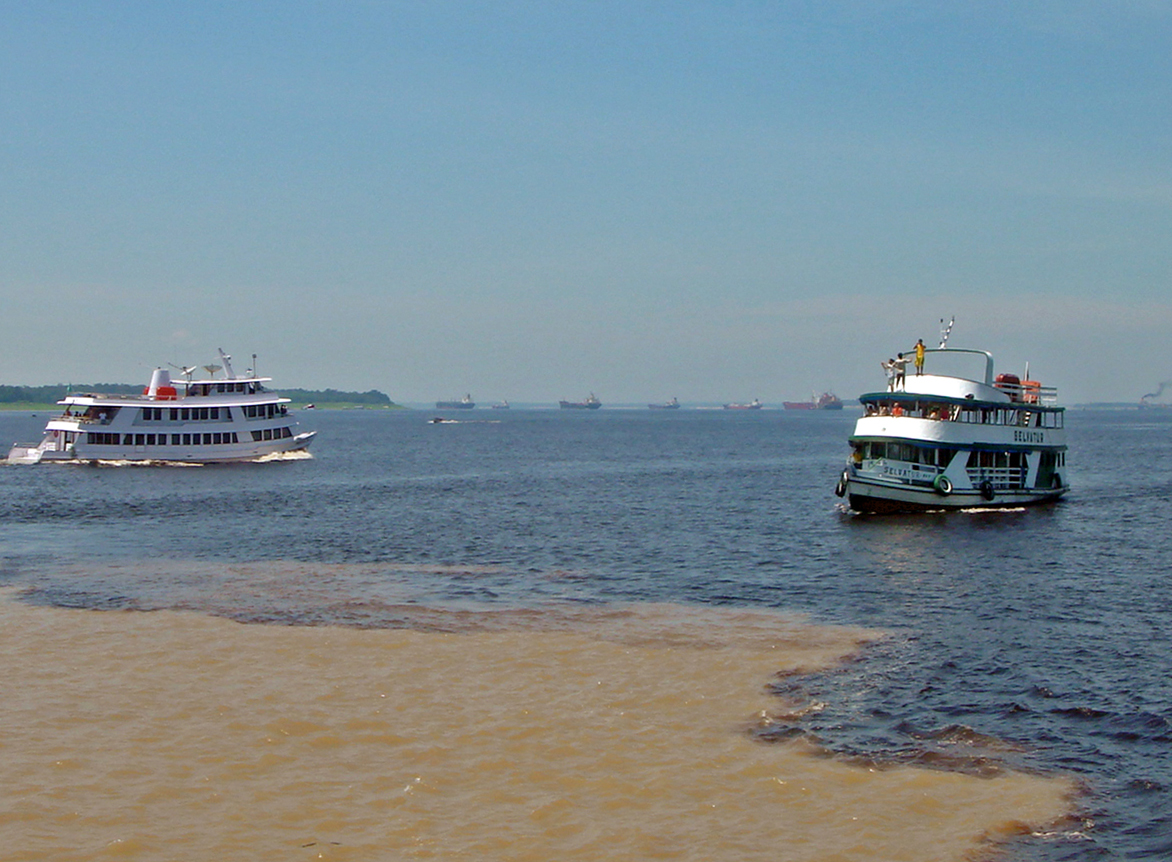
El "encuentro de las aguas", cerca de Manaos, es la confluencia del río Negro, de aguas más oscuras, con el río Amazonas, de aguas más claras.

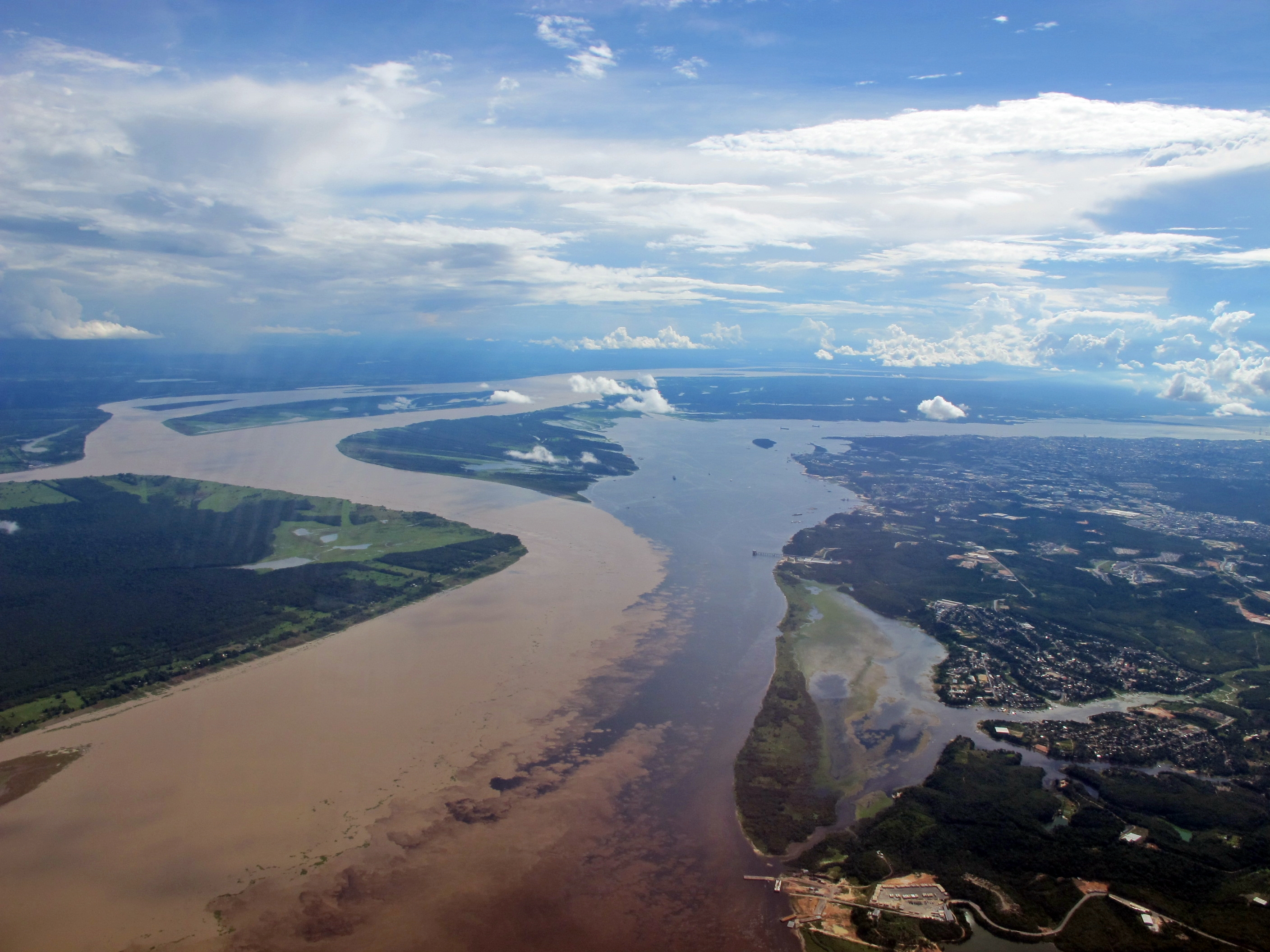
Vista aérea del encuentro de los ríos Amazonas y río Negro, justo al oeste de Manaos.

El encuentro de las aguas es la confluencia del río Negro, de aguas más oscuras casi de color negro, con el río Amazonas, de aguas más claras con tonalidad arcillosa. Durante 6 km las aguas de los dos ríos corren lado a lado sin mezclarse, y es una de las principales atractivos turísticos de Manaos. En algunos puntos tiene hasta 60 metros de profundidad.
Este fenómeno es producido por las diferencias de temperatura, velocidad y densidad del agua de los dos ríos. El río Negro tiene una velocidad cercana a 2 km por hora y una temperatura de 28° C, mientras que el río Solimões fluye entre 4 y 6 km por hora a una temperatura de 22 °C.